# Togo-Atakora-Gebirge
Das Togo-Atakora-Gebirge ist ein langgezogenes westafrikanisches Mittelgebirge, das in Ghana am unteren Volta beginnt und sich dann in nordöstlicher Richtung über Togo und Benin bis nach Burkina Faso und Niger erstreckt. Sowohl in Teilen als auch als ganzer Höhenzug wird es auch Togogebirge oder Atakora genannt.
Die Bruchzone westlich von Sokodé teilt das Gebirge in einen südlichen und nördlichen Teil:
- Das Togogebirge in Südostghana und Westtogo, in Ghana oft unter dem Namen Akwapim-Togo-Kette,
- die Atakora (auch Atakora-Gebirge, Atakora-Kette oder ähnlich genannt), französisch chaîne de l’Atacora, im Norden von Nordosttogo bis zum Niger.[1]

Ältere Namen für den südlichen Teil, teilweise aus der Zeit Deutsch-Togos, sind Fetischberge, Obossum-, Opossum-, Aposso- oder Akpossogebirge.
In dieser Mittelgebirgswelt (die Höhe erreicht durchaus 600 Meter) sind vergleichsweise hohe Niederschläge zu verzeichnen.
Der höchste Berg der Atakora-Kette ist der Mont Agou (986 m), gleichzeitig höchster Berg Togos. Die höchsten Berge Benins, der Mont Sokbaro (658 m) und der Mont Tanekas (641 m) sind ebenfalls Teil der Atakora-Kette. Im nordöstlichen Teil der Atakora-Kette entspringt der Pendjari, ein Nebenfluss des Volta.
Die vorherrschenden Gesteine sind Sandsteine, Glimmerschiefer und Quarzite, aus denen sich das Gebirge aufbaut. Auf der Hochebene der Atakora-Gebirgskette sind durch das nicht zu heiße aber feuchte Klima relativ günstige Bedingungen für den Ackerbau gegeben. Die Hochebene dieses Mittelgebirges ist sehr dünn besiedelt. Die Nutzung der Ackerflächen erfolgt extensiv, das heißt über einen sehr großflächigen Feld-Brache-Zyklus. Die häufig in Subsistenzwirtschaft lebenden Bauern bauen teilweise auch für den Verkauf Mais, Hirse, Erdnüsse, Yams und Baumwolle an.

## Galerie

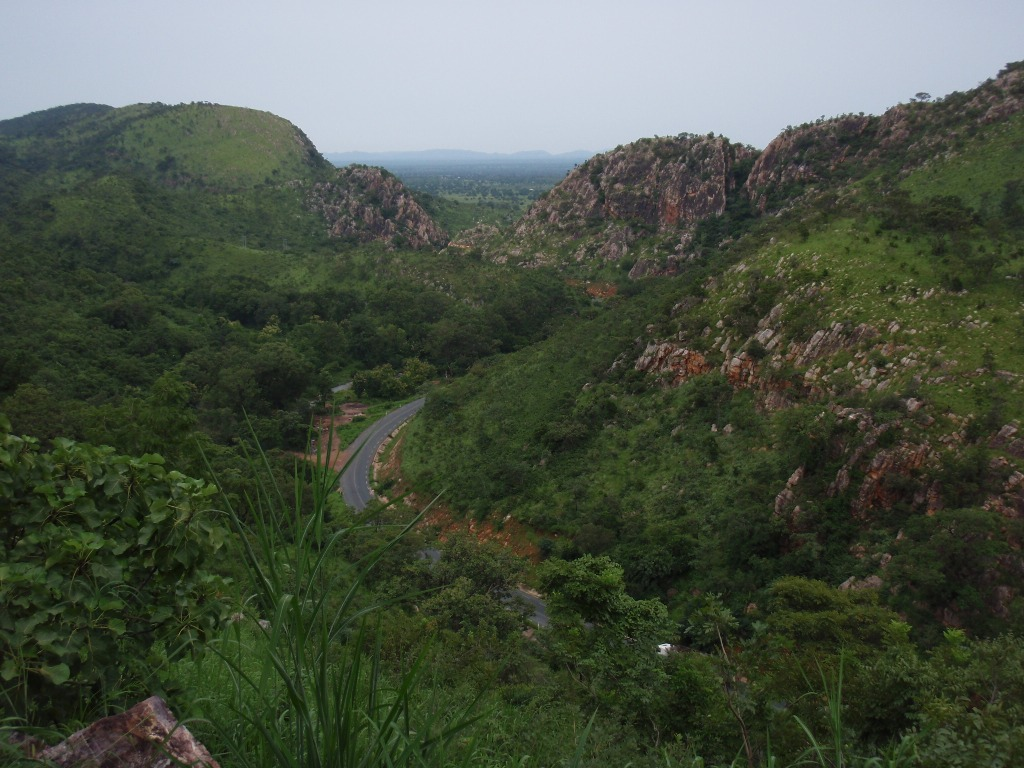
Blick von der Gebirgskette Richtung Norden auf die Verbindungsstraße von Natitingou nach Tanguieta.
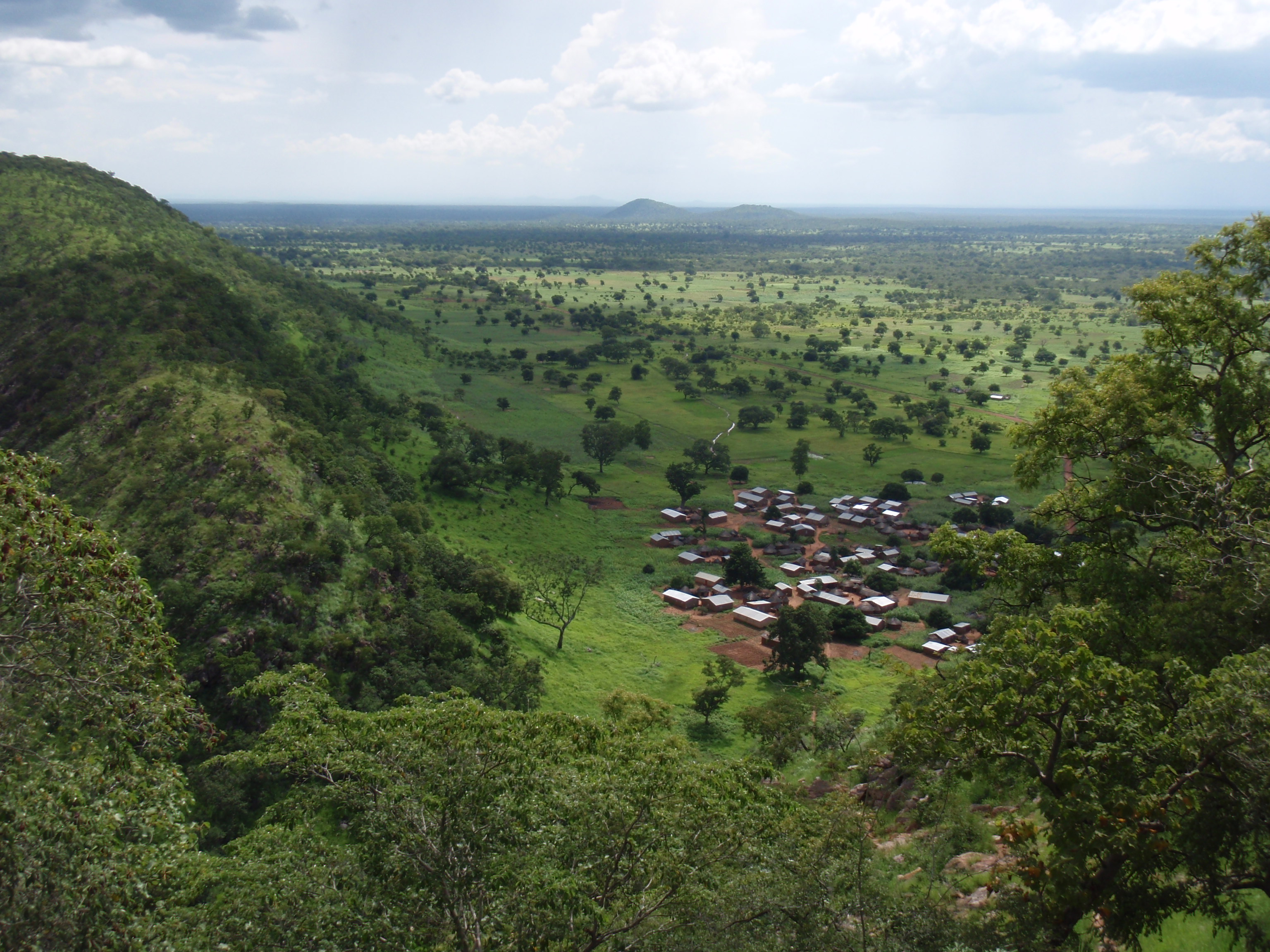
Blick von der Gebirgskette in der Nähe des Eingangs vom Pendjari-Nationalpark in die Ebene Richtung Nord-Westen.
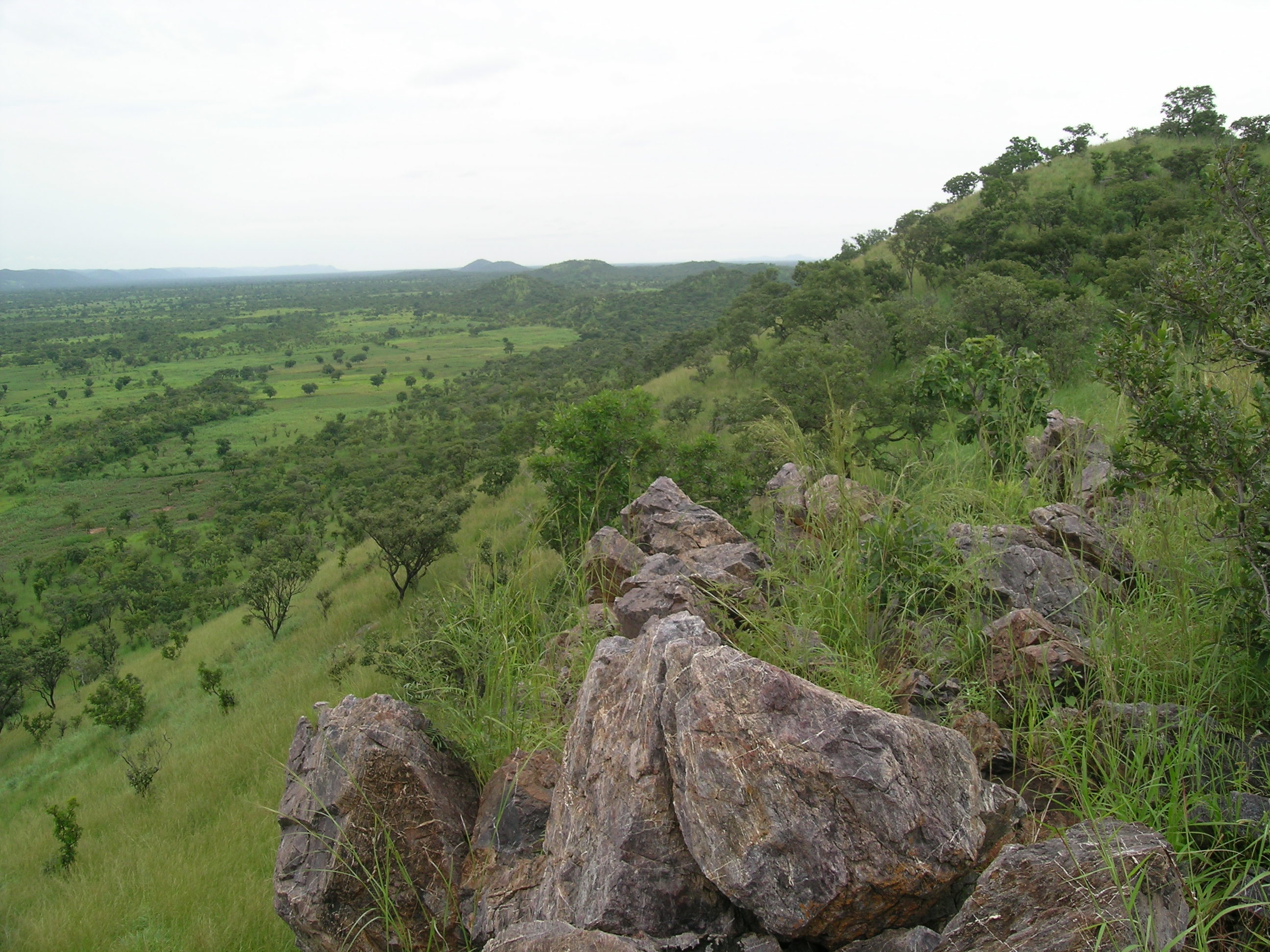
Blick Richtung S-W auf die Atakora-Kette (links) und Ausläufer südlich außerhalb des Pendjari-Nationalpark (Benin) in der Nähe vom Parkeingang in Batia.
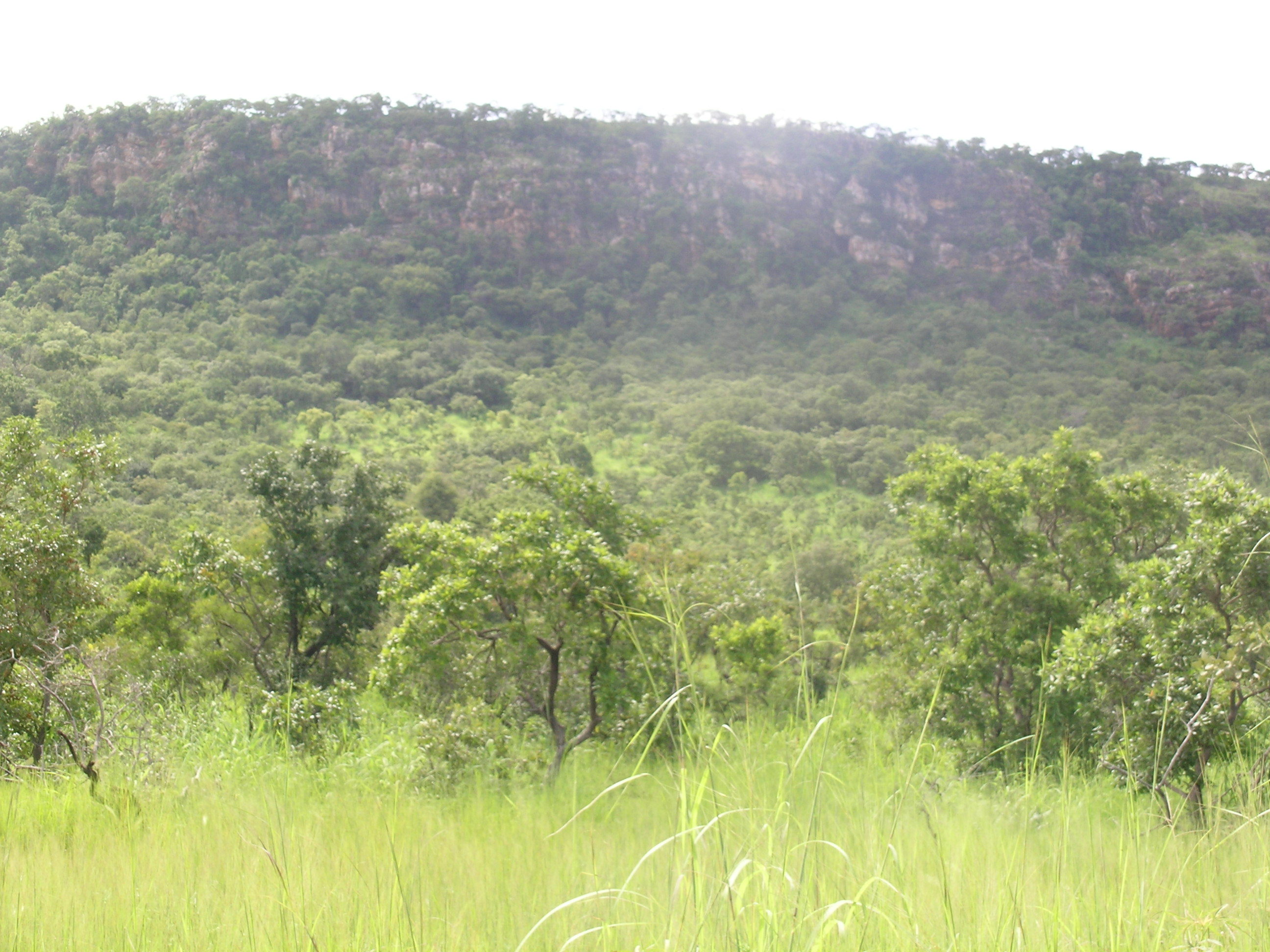
Blick auf die Atakora-Kette vom Pendjari-Nationalpark (Benin) aus
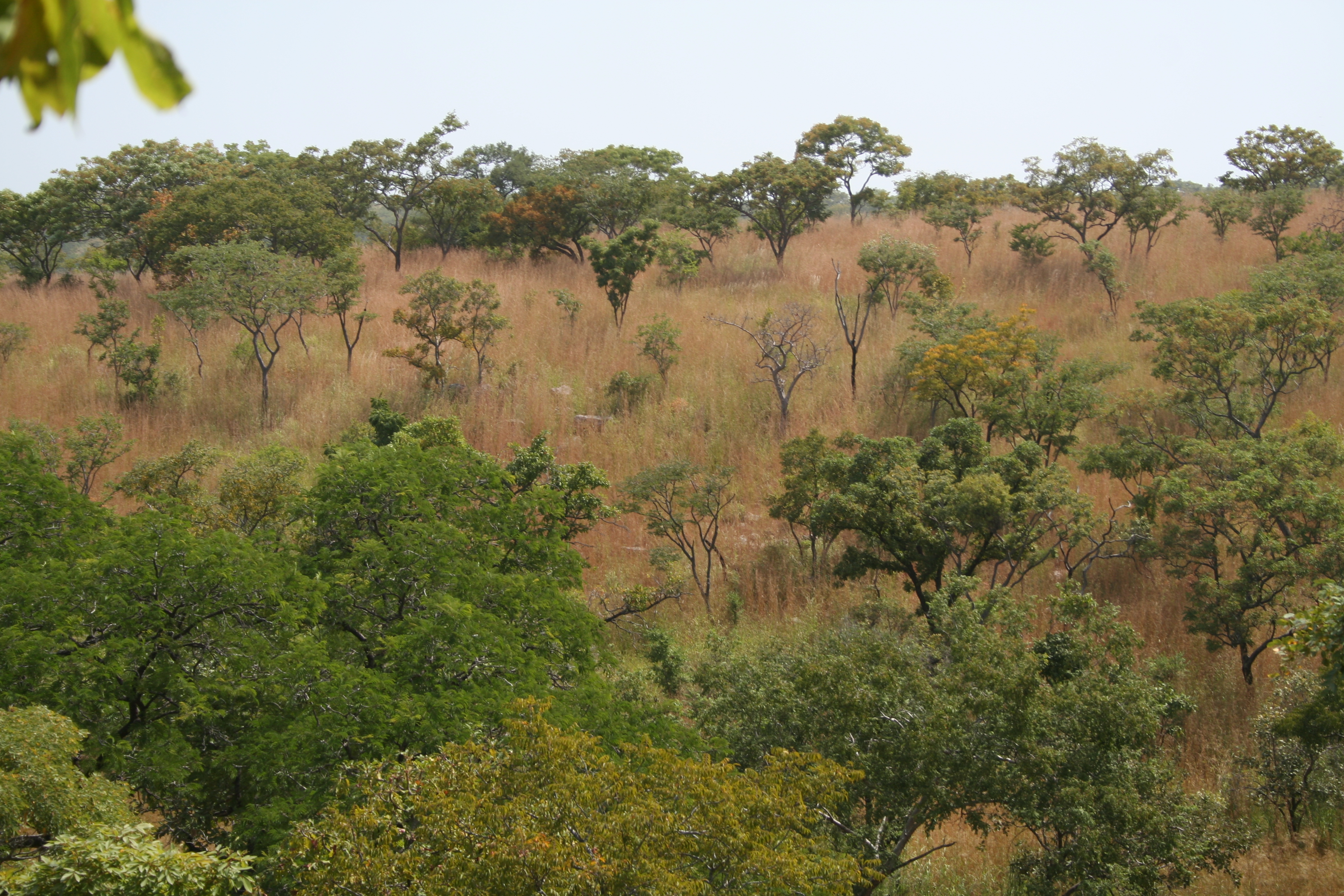
Baumsavannen der Atakora-Kette im Réserve partielle de la Kourtiagou.